# زاكية الدين عناية شاه
السلطان زاكية الدين عناية شاه (حوالي 1645 - 3 أكتوبر 1688) هي الحاكم السادس عشر لأتشيه والسلطانة الثالثة التي تحكم على التوالي. استمر حكمها من 1678 إلى 1688 وكان سلميًا بشكل عام.

## بدايتها
كان اسمها الأصلي بوتري رجا سيتيا. هناك روايات متضاربة حول خلفيتها العائلية، والتي لم تكشف عنها المصادر الأرشيفية المعاصرة. وفقًا للتاريخ الموثوق نسبيًا بوستانوس سلاتين، كانت ابنة سلطان غير معروف اسمه محمد شاه. بينما تؤكد ثلاثة سجلات صغيرة أنها كانت ابنة سلفها نور العالم نقية الدين شاه. بينما وفقًا لمخطوطة من الجامعة الوطنية الماليزية، تقول أنها حفيدة السلطان علي رعاية شاه ابن السلطان علاء الدين رعاية شاه السيد المكمل. زار قبطان البحر الإنجليزي ويليام دامبيير آتشيه في عهدها وكتب: "ملكة آتشيه كما يقال، هي دائمًا خادمة عجوز وقع عليها الاختيار من العائلة المالكة". عندما توفيت السلطانة نور العالم في يناير 1678، تُّوجت بوتيري راجا سيتيا تحت اسم السلطانة زاكية الدين عناية شاه دون أي ضجة معروفة. وكانت تبلغ من العمر حوالي 40 عامًا، وكانت كبيرة الحجم وذات صوت قوي. حتى أن بعض الزوار تكهنوا بأنها لم تكن امرأة حقيقية ولكنها في الواقع خصي مقنع.

## التواصل مع الزوار
مثل السلطانة الأولى، تاج العالم، كان لديها اهتمامات ثقافية وكانت ترعى أحد العلماء يُدعى عبد الرؤوف، والذي له مؤلفات في علم الحديث النبوي. في عام 1683 زارتها سفارة شريف مكة التي وصلت إلى آتشيه بعد فشلها في الاتصال بالإمبراطور المغولي أورنكزيب. كما وصل مبعوثون إنجليز من مدراس عام 1684 وطلبوا الإذن بإنشاء مركز تجاري. واشتروا بالفعل الفلفل من آتشيه لفترة طويلة وبحثوا عن مواقع جديدة في بنتن بعد إغلاق جاوة أمامهم في عام 1682 بواسطة أمانكورات الثاني ملك ماتارام. وأراد الإنجليز موقعًا محصنًا من شأنه أن يردع شركة الهند الشرقية الهولندية عن فرض حصار على ساحل آتشيه. حيث لاحظ الإنجليز أن آتشيه أصبحت ميناءً مشهورًا للتجار الهنود وسكان مدراس والمغامرين في العقد الماضي.
توفيت السلطانة عناية في 3 أكتوبر 1688. أعقب وفاتها موجة قصيرة من الاقتتال الداخلي بين النبلاء قبل أن تتوج سلطانة رابعة (والأخيرة) وهي السلطانة زينة الدين كمالة شاه.